# Kahovka
Kahovka (în ucraineană Каховка) este oraș pe malul de est al fluviului Nipru în raionul Nova Kahovka al regiunii Herson, Ucraina. 

## Demografie
Componența lingvistică a orașului Kahovka
     Ucraineană (73,85%)
     Rusă (25,27%)
     Alte limbi (0,55%)
Conform recensământului din 2001, majoritatea populației orașului Kahovka era vorbitoare de ucraineană (73,85%), existând în minoritate și vorbitori de rusă (25,27%).